# 小金井宿
小金井宿（こがねいしゅく、こがねいじゅく）は、江戸時代に日光街道（日光道中）および奥州街道（奥州道中）に設けられた下野国の宿場。現在の栃木県下野市小金井に相当する。日光街道の江戸・日本橋から数えて14番目の宿場である。

## 概要
宿駅の管理は、当初は壬生藩だったが、元禄9年（1696年）以降は幕府、宝暦13年（1763年）以降は下総佐倉藩、天明7年（1787年）以降は幕府、寛政11年（1799年）以降は再び佐倉藩が担った。現在の国道4号沿いの小金井駅前交差点の北側に展開しており、南（江戸側）から下町・中町・上町より構成された。天保14年（1843年）の『日光道中宿村大概帳』によれば、本陣は1軒、脇本陣は1軒設けられ、旅籠が43軒あった。宿内の家数は165軒、人口は767人であった。
「小金井」という地名は、近くに小金井と呼ばれた湧水の池があり、「旱魃のときにも枯れることがなかった、池の中から黄金が出てきた」という伝承に由来する。この井から「金井村」という村名が生じ、のちに「小金井村」となった。（天保14年・1843年頃作成と推定される『日光道中略記』より）
江戸時代以前からの古い宿場であり、15～16世紀には集落が形成されて、「奥大道」すなわち鎌倉街道中道（なかつみち）の「金井宿」と呼ばれていた（『蓮行寺文書』等）。

## 名所・旧跡等
- 一里塚： 江戸（東京）日本橋から22里（約86.4キロメートル）地点の一里塚である。明治期の国道整備の際、新田宿と小金井宿の間は、旧街道の東側に並行して新しい道路を開通させたため、東西の2つの塚がほぼ原形のまま残された。日光街道の一里塚では、唯一、国の史跡に指定されている。経年変化で円形化しているが、本来は方形の塚である。東西の塚にはそれぞれ榎が植えられており、東塚には椚も混生している。周辺は平成9年（1997年）に史跡ポケット広場として整備された[1][4]。
- 慈眼寺： 真言宗智山派の寺院。正式には「金剛乗院多宝山慈眼寺」という。建久7年（1196年）、新田義兼により建立されたと伝わる。[5]　江戸時代の日光社参では、境内に将軍の休息所・昼休所が設けられる。天和2年（1682年）に解体された小山宿の小山御殿の代替施設だった。[6]　将軍の「御座所」とその付随施設は幕府が整備したが、他の寺の建物も見苦しくないように修繕され、佐倉藩と寺が費用を負担した。[7]　江戸時代には将軍・徳川家光より朱印地 20石を与えられている。当時の建物は、明治元年（1868年）の火災でほとんどが失われたが、観音堂と鐘楼堂は現存している。[8]

## 助郷の村々
各宿場町では、参勤交代や公用の人や物を運ぶために人馬を常備する必要があったが、これを助けるために近隣の村々が助郷に指定された。『日光海道小金井町助郷帳』によると、元禄10年（1697年）小金井宿の助郷村は17カ村あり、薬師寺村・町田村・東根村・田中村・磯部村・下文挟村・谷地賀村・中川島村、上吉田村・下坪山村・上坪山村・仁良川村・別当河原村（以上、南河内町（現下野市））、および、三村・三本木村・坂上村（以上、上三川町）であったという。

## 交通
隣の宿場
- 日光街道・奥州街道

新田宿 - 小金井宿 - 石橋宿